# Koji Yoshimura
Koji Yoshimura (født 13. april 1976) er en tidligere japansk fodboldspiller.
Han har spillet for flere forskellige klubber i sin karriere, herunder Vissel Kobe og Oita Trinita.